# Monaco GP
 (août 2018).
Si vous disposez d'ouvrages ou d'articles de référence ou si vous connaissez des sites web de qualité traitant du thème abordé ici, merci de compléter l'article en donnant les références utiles à sa vérifiabilité et en les liant à la section « Notes et références ».
Monaco GP est un jeu vidéo de course automobile développé par Sega, sorti en 1979 sur borne d'arcade et en 1983 sur la console SG-1000.
Il a pour suites Pro Monaco GP (1980), Super Monaco GP (1989) et Ayrton Senna's Super Monaco GP II (1992). Il a connu un remake en 2003 sur PlayStation 2 sous le titre Sega Ages 2500 Series Vol. 2: Monaco GP.

## Système de jeu
Monaco GP est un jeu de course en vue de dessus à défilement vertical.